# A&A (trikemerk)
A&A is een Canadees merk van trikes.
Het merk bestaat sinds 1980 en heeft haar hoofdkantoor in Stirling. De broers Dennis en Terry Armstrong hadden al trikes als bouwpakket voor zichzelf gemaakt toen ze verschillende verzoeken kregen er meer te maken. In 1980 begonnen ze met drie exemplaren, die door derden ontworpen en gebouwd werden. Nadat ze een eigen bedrijf hadden opgezet gingen ze ook andere polyesterproducten maken, zoals zwembaden en surfplanken.